# Bell Challenge 1997
Il Bell Challenge 1997 è stato un torneo di tennis giocato sul sintetico indoor.
È stata la 5ª edizione del Bell Challenge, che fa parte della categoria Tier III nell'ambito del WTA Tour 1997.
Si è giocato al PEPS sport complex di Québec in Canada,
dal 20 al 26 ottobre 1997.

## Campionesse

### Singolare
Brenda Schultz ha battuto in finale  Dominique Van Roost con il punteggio di 6–4, 6–7, 7–5

### Doppio
Lisa Raymond /  Rennae Stubbs hanno battuto in finale  Alexandra Fusai /  Nathalie Tauziat con il punteggio di 6–4, 5–7, 7–5